# Philodicus ochraceus
Philodicus ochraceus är en tvåvingeart som beskrevs av Becker 1925. Philodicus ochraceus ingår i släktet Philodicus och familjen rovflugor.
Artens utbredningsområde är Taiwan. Inga underarter finns listade i Catalogue of Life.